# Füchtelner Mühle

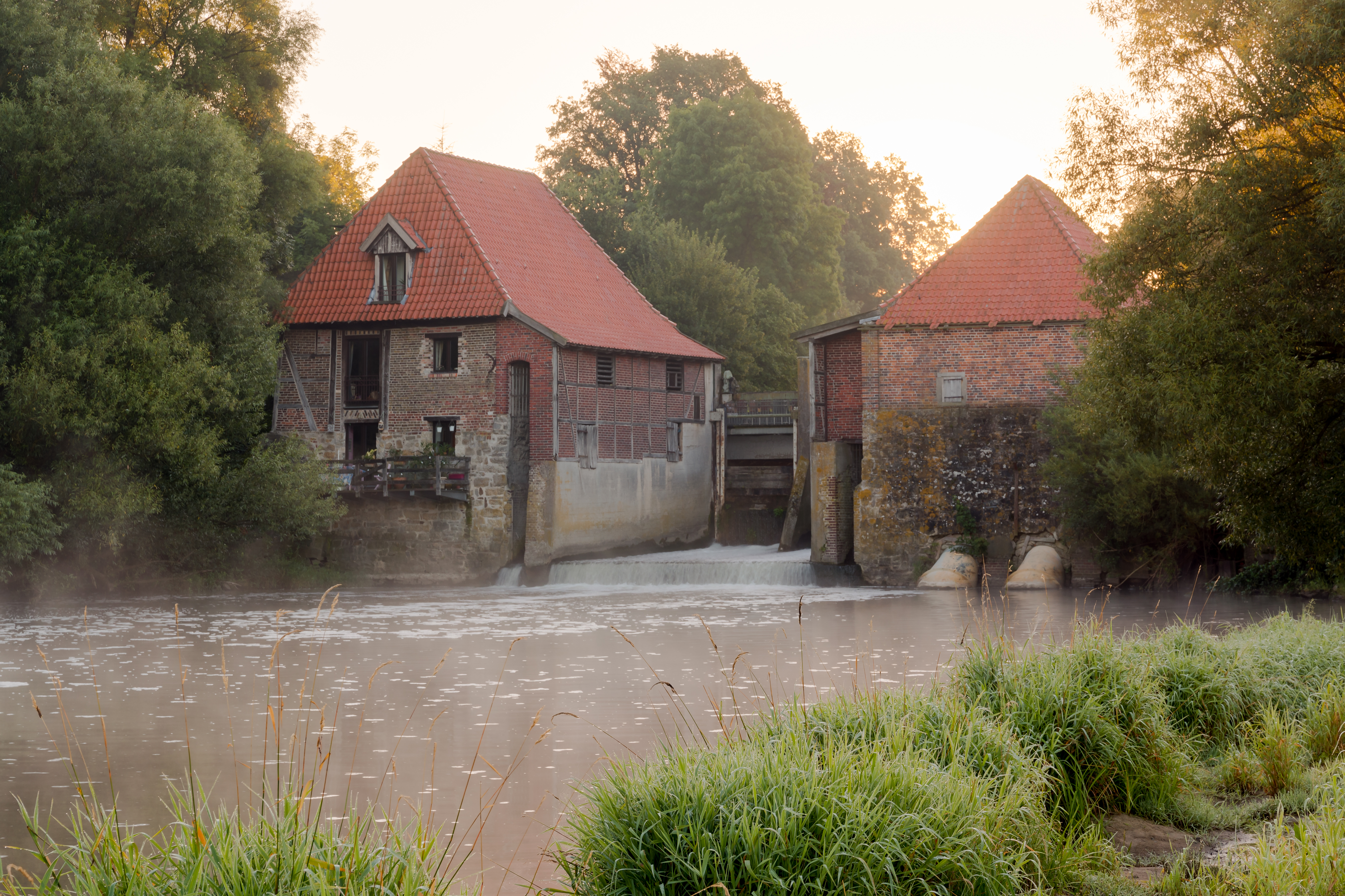
Füchtelner Mühle, Wasserseite stromabwärts, 2016

Die denkmalgeschützte Füchtelner Mühle bei Olfen (Kreis Coesfeld, Nordrhein-Westfalen) wurde im 13. Jahrhundert als Korn- und Ölmühle erbaut. Erste Datierungen reichen auf die Jahre um 1300 zurück. Heute ist sie als Wasserkraftwerk umgebaut und produziert für ca. 130 Haushalte Strom. Die umgebaute Mühle hat einen Stromproduktionsgrad von 35 Kilowatt.

## Lage
Die Mühle liegt an der Kreisstraße 8, der Kökelsumer Straße, an der Brücke über die Stever nordwestlich von Olfen. Die Steveraue Olfen liegt östlich der Mühlengebäude.

## Geschichte
Fürstbischof Otto III, Graf von Rietberg, baute in der Zeit zwischen 1301 und 1306 die Mühle zur Landesmühle aus. Heidenreich von Wulf erwarb sie 1362. Auf Grund eines Hochwassers musste die Mühle mit Brücke 1727/28 erneuert werden. Im Jahr 1818 wurde ein Brückengeld zur Bauunterhaltung erhoben, das beispielsweise für jeden beladenen Wagen 3 Schilling oder für jedes Schwein 4 Pfennig betrug. Anfang des 19. Jahrhunderts wechselte die Mühle zweimal den Besitzer. Freiherr von Bodelschwingh-Sandfort erwarb das Haus Füchteln inklusive der Mühle 1826. 1839 wurde beides einschließlich 620 Morgen Land von Graf Korff-Schmiesing angekauft, als er Landrat des Kreises Lüdinghausen wurde. Im Jahr 1869 musste die Mühle noch einmal nach einem Hochwasser erneuert werden. 1935 erfolgte eine Sanierung. Ab 1955 wurde die Liegenschaft nur noch als Sägemühle betrieben und die Gebäude nur noch schlecht unterhalten.
In der Zeit zwischen 1965 und 1978 besaß die Gelsenwasser AG die Staurechte zur Sicherung der Trinkwasserversorgung für die Hullerner und Halterner Stauseen. Dazu gehörten auch die Gebäude der Mühle. Der ehemalige Kreis Lüdinghausen sanierte die Mühlengebäude 1972/73. Bei der Sanierung mussten fehlende Ziegel im historischen Klosterformat beschafft werden. Man bezog diese von einem Kotten, der im Münsterland abgebrochen wurde. Die Anlage wurde 1992 in Privatbesitz umgewandelt. 1996 wurde ein Teil der Mühle zu einem Wohngebäude umgebaut, im anderen Teil (ehemalige Ölmühle) wurde ein Wasserkraftwerk eingebaut. Die Stadt Olfen und der Kreis Coesfeld kauften 2021 den Gebäudeteil mit dem Wasserkraftwerk, der Wohnbereich ist weiterhin privat. Bei Wartungsarbeiten im Jahr 2022 wurden an der Stauanlage Mängel entdeckt, die wieder Sanierungsmaßnahmen erfordern.

## Beschreibung

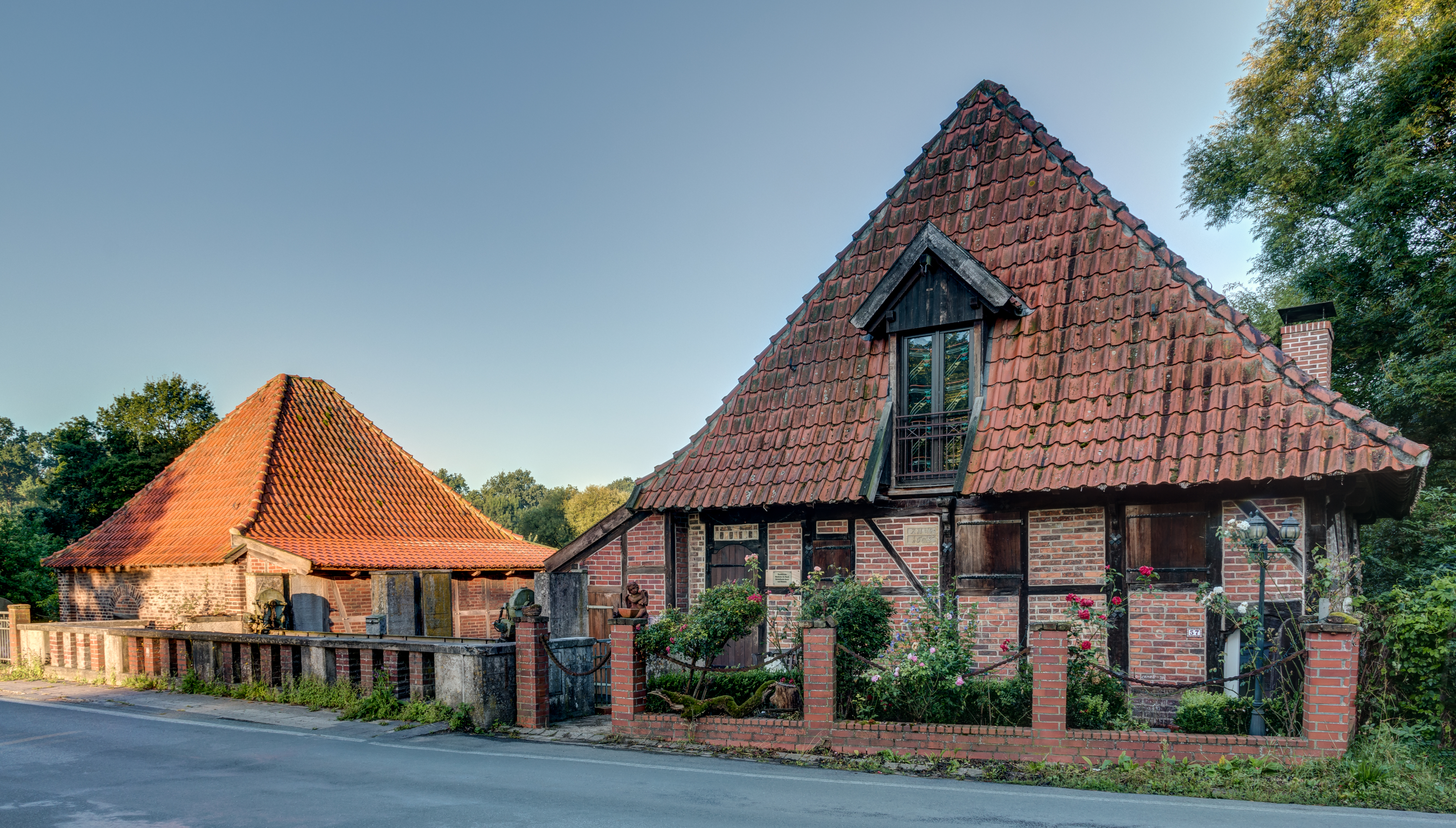
Füchtelner Mühle, Straßenseite, 2016

Es handelt sich um eine denkmalgeschützte Doppelmühle, die ehemals eine Ölmühle in einem Gebäude und eine Kornmühle im zweiten Gebäude enthielten. Zum Kulturgut von überregionaler Bedeutung gehören auch Wegeverbindungen, die historische Furt, der Mühldurchstich als Mühlstau und der ehemalige Verlauf der Stever mit Insel.